# Monarch Mountain, Alberta
Monarch Mountain är ett berg i Kanada.   Det ligger i provinsen Alberta, i den centrala delen av landet, 3 200 km väster om huvudstaden Ottawa. Toppen på Monarch Mountain är 2 777 meter över havet, eller 89 meter över den omgivande terrängen. Bredden vid basen är 0,46 km.
Terrängen runt Monarch Mountain är kuperad åt sydväst, men åt nordost är den bergig. Runt Monarch Mountain är det mycket glesbefolkat, med 3 invånare per kvadratkilometer.. Det finns inga samhällen i närheten. 
Trakten runt Monarch Mountain består i huvudsak av gräsmarker.